# Le Concert des Nations
Le Concert des Nations és una orquestra creada el 1989 per Jordi Savall. Utilitza instruments d'època i interpreta un repertori orquestral i simfònic. El nom de l'orquestra està basat en l'obra Les Nations de François Couperin.

## Història
La formació es va crear inicialment amb la finalitat de comptar amb una orquestra que utilitzés instruments d'època durant la preparació de l'obra Canticum Beatae Virgine de Marc-Antoine Charpentier. Va ser la primera orquestra d'aquest tipus formada principalment per músics procedents de països de cultura llatina.
L'orquestra ha actuat freqüentment al costat del conjunt vocal i instrumental La Capella Reial de Catalunya i en alguna ocasió amb el grup Hespèrion XXI, formacions ambdues dirigides també per Jordi Savall.